# Brun FK
Le brun FK, ou E154, est un mélange de six colorants azoïques synthétiques dérivé du naphtalène. Il est utilisé comme colorant alimentaire (brun-rouge) pour certains types de harengs fumés.

## Interdictions
Le brun FK est soupçonné d'être cancérogène. Il a été interdit dans de nombreux pays de l'Union européenne, dont la France.